# John Gill

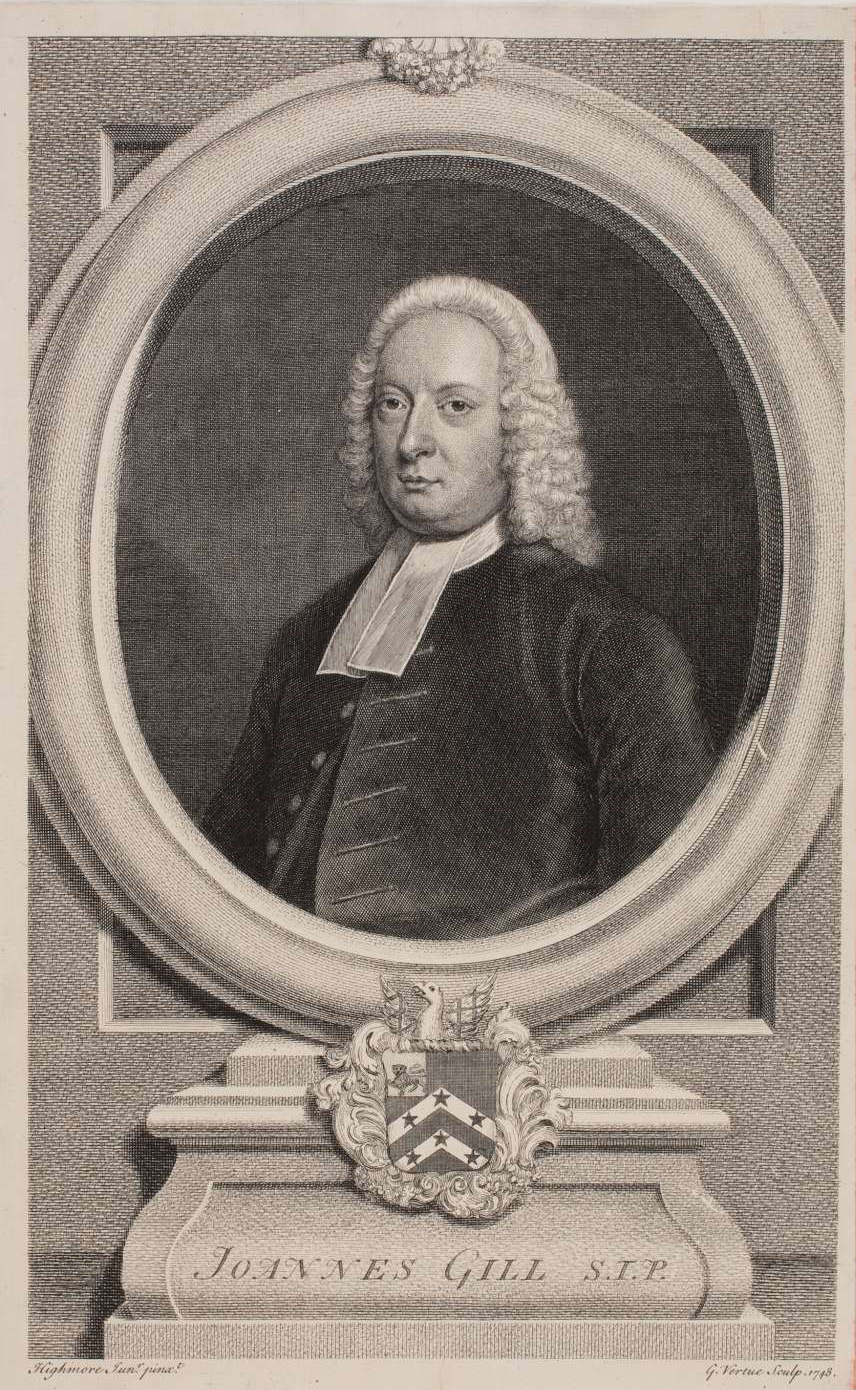
Retrato de John Gill (1745)

John Gill (Kettering, 1697-Camberwell, 14 de octubre de 1771) fue un pastor bautista inglés, erudito en hebreo y teólogo calvinista.

## Biografía
Nacido en Kettering, Northamptonshire, sus padres eran pobres y él debía su educación principalmente a su propia perseverancia. En noviembre de 1716 fue bautizado y comenzó a predicar en Higham Ferrers y Kettering hasta principios de 1719, cuando se convirtió en pastor de la congregación bautista de Horsleydown en Southwark. Allí continuó hasta 1757, cuando se trasladó a una capilla cercana al Puente de Londres. En 1748 obtuvo el título de doctor (Doctor Divinitatis) en Filosofía por la Universidad de Aberdeen. John Gill fue un gran erudito en hebreo y un resuelto calvinista.
Sus obras principales son: Exposition of the Song of Solomon (1728); The Prophecies of the Old Testament respecting the Messiah (1728); The Doctrine of the Trinity (1731); The Cause of God and Truth (4 vols., 1731); Exposition of the Bible, en 10 vols. (1746-1766), en cuya preparación reunió una gran colección de libros hebreos y rabínicos y de manuscritos; The Antiquity of the Hebrew Language—Letters, Vowel Points, and Accents (1767); A Body of Doctrinal Divinity (1767); A Body of Practical Divinity (1770); y Sermons and Tracts con memorias de su vida (1773).